# Union Grove, Texas
Union Grove là một thành phố thuộc quận Upshur, tiểu bang Texas, Hoa Kỳ. Năm 2010, dân số của xã này là 357 người.

## Dân số
- Dân số năm 2000: 346 người.
- Dân số năm 2010: 357 người.